# Aeschynanthus dischidioides
Aeschynanthus dischidioides är en tvåhjärtbladig växtart som först beskrevs av Ridley, och fick sitt nu gällande namn av John Tylor Middleton. Aeschynanthus dischidioides ingår i släktet Aeschynanthus och familjen Gesneriaceae. Inga underarter finns listade i Catalogue of Life.